# Paus Paulus VI Aula
De Paus Paulus VI Aula (Italiaans: Aola Paolo VI) is een multifunctionele hal in Vaticaanstad, genoemd naar Paus Paulus VI. Het gebouw ligt slechts ten dele in het Vaticaan, de oostzijde van het gebouw ligt op Italiaanse grond maar heeft extraterritoriale status. Op woensdagen vinden in de aula de wekelijkse audiënties van de paus plaats, voor zover deze niet plaats vinden op het Sint Pietersplein.

## Ontwerp
In 1963 gaf Paus Paulus VI de opdracht aan Pier Luigi Nervi voor het ontwerp.
Het eindontwerp van de Aula is geleverd in 1966, de bouw heeft geduurd tot 1971. De constructie bestaat voornamelijk uit een wit soort gewapend beton, geleverd door Italcementi, uitgevoerd in een structuur met een groot parabolisch dak. In totaal zijn er 6.300 zitplaatsen in de grote zaal, of 14.000 staanplaatsen. Het dak werd in 2008 bedekt met 2.400 zonnepanelen.